# Konstantyn Gabras
Konstantyn Gabras (grec.  Κωνσταντίνος Γαβρᾶς) – bizantyński duks Trapezuntu za panowania Aleksego I Komnena i Jana II Komnena z rodziny Gabrasów. 

## Życiorys
Był synem Teodora Gabrasa i bratem Grzegorza Gabrasa. Przez okres około 14 lat cieszył się niezależnością jako władca Trapezuntu (1126-1140). 